# Sincerity Ace (schip, 2009)
De Sincerity Ace is een autoschip voor het vervoer van zo 'n 5200 nieuwe Nissan-auto's. Gebruikelijk van de Nissan Terminals in Yokohama en Kanda naar Honolulu, Mexico, Puerto Rico, Florida, Virginia en Maryland.

## Brand aan boord
Het kwam in het nieuws doordat het op oudejaarsavond van 2018 op zo'n 2000 mijl ten noordwesten van Hawaii in brand vloog en dagen brandend bleef ronddrijven. Het had op dat moment 3804 nieuwe Nissans aan boord. Zestien leden van de bemanning van 21 koppen konden het schip veilig verlaten.